# Ave Maria (film, 1984)
Pour les articles homonymes, voir Ave Maria.
Pour plus de détails, voir Fiche technique et Distribution.
Ave Maria est un film français réalisé par Jacques Richard, sorti en 1984.

## Synopsis
Âgée de quinze ans, Ursula s’éveille à la sensualité avec Paul, un adolescent de son âge. Elle vit dans un petit village, dans un milieu assez fermé, fortement imprégné de religion.
Les habitants de ce village vivent sous la domination du prêtre défroqué Adolphe Éloi, que tous appellent « le Saint-Père ». Ce dernier et sa compagne Berthe Granjeux, « la Sainte-Mère », tentent de soumettre la jeune fille qui est véritablement la seule à ne pas accepter leur tyrannie. Ils tentent de la culpabiliser, et c’est par révolte que l’adolescente s’impose et s’oppose à eux par des tendances de plus en plus perverses.
Au soir de Noël, les « fidèles » d’Adolphe Éloi dressent son procès. Pendant cette nuit consacrée à l’exorcisme, Ursula doit subir une avalanche de châtiments corporels destinés à la purifier de tous ses péchés.

## Fiche technique
Sauf indication contraire, les informations mentionnées dans cette section peuvent être confirmées par la base de données cinématographiques Unifrance,  présente dans la section « Liens externes ».
- Titre : Ave Maria
- Réalisation : Jacques Richard
- Assistants du réalisateur : Jérôme Jeannet, Bertrand Fevre, Gilles Sionnet
- Scénario : Paul Gégauff et Jacques Richard
- Dialogues : Paul Gégauff
- Régisseurs : Roland Godard, Bernard Villon, Patrice Gladel, Jacques Trichet
- Décors : Dominique Barouh, Gilles Lacombe
- Costumes : Kirsten Morin
- Maquillage : Judith Gayo, Catherine Astier
- Photographie : Dominique Brenguier
- Son : Jean-Paul Mugel et Dominique Hennequin
- Montage : Luc Barnier et Anne-Marie Hardouin
- Montage Son: Michel Klochendler
- Musique : Jorge Arriagada
- Production : Irène Silberman
- Société de production : Les Films Galaxie
- Pays d'origine :  France
- Langue : Français
- Format : couleur - 35 mm - 2,35:1 - Panavision - son mono
- Genre : drame
- Durée : 105 minutes
- Date de sortie : France - 31 octobre 1984

## Distribution
- Anna Karina : Berthe Granjeux
- Féodor Atkine : Adolphe Éloi
- Isabelle Pasco : Ursula
- Pascale Ogier[N 1] : Angélique
- Dora Doll : Constance
- Bernard Freyd : Mathieu
- Philippe Castelli : Gustave Léone
- Balthazar Clémenti : Paul
- Franck-Olivier Bonnet : Raymond Porcheron
- Jean Amos : Auguste Percheron
- Dominique Besnehard : Decarsalade
- Agathe Vannier : la femme interrogée
- Eugène Berthier : Monsieur Benoît
- Élisabeth Grosz]: Jeanine Léone
- Sacha Briquet : le juge
- Claude Chevant : le prêtre
- Monick Lepeu : l’institutrice
- Christian Chauvaud : le gendarme
- Maryse Deol : la fille de la ferme
- Dennis Berry
- Jeanne Herviale

## Production du film
Le tournage du film Ave Maria a entièrement eu lieu dans les Deux-Sèvres, principalement au château de Melzéar, sur la commune de Paizay-le-Tort. Ce monument historique se situe près de la commune de Melle. Le long-métrage s’est déroulé également à La Mothe-Saint-Héray, à Melle et à Périgné.
Des événements tragiques sont survenus au cours de la réalisation du long-métrage, avec la disparition du scénariste Paul Gégauff, mort le 24 décembre 1983 en Norvège, poignardé à soixante-et-un ans par « Coco », sa compagne de vingt-cinq ans. Le distributeur du film, Gérard Lebovici, est assassiné le 5 mars 1984 dans un sous-sol du parking de l’avenue Foch, à Paris. L’actrice Pascale Ogier est décédée prématurément le 25 octobre 1984 à Paris, d’une crise cardiaque liée à une surdose de drogue, la veille de son 26e anniversaire et le soir de l’avant première du film Ave Maria.

## Censure
L'affiche, où figurait Isabelle Pasco crucifiée les seins nus, a fait scandale en 1984. Cette photographie controversée a été réalisée en prise de vue réelle par Bettina Rheims et devait assurer la promotion du film. Le réalisateur Jacques Richard a été poursuivi par la Fraternité Saint-Pie-X et huit autres associations catholiques qui demandaient l’interdiction de l’affiche. La justice donna raison aux plaignants en référé et interdit la visibilité publique de l’affiche d’Ave Maria pour son caractère outrageant, en faisant la distinction avec le film, qui est sorti normalement dans les salles de cinéma. L’interdiction de l’affiche n’a pas fait l’objet d’un recours.